# Hermann Mulley
Hermann Mulley (seit 1875 von Mulley) (* 4. April 1811 in Schloss Waasen; † 8. Dezember 1886 in Pisa) war ein österreichischer Staatsanwalt und Politiker.

## Leben
Mulley war der Sohn des Gutsbesitzers Franz Xaver Mulley. Sein Bruder Eduard Mulley wurde ebenfalls Abgeordneter im Landtag der Steiermark. Er war katholischer Konfession und heiratete 1846. Von 1827 bis 1838 studierte er Philosophie, Katholische Theologie und Rechtswissenschaft an der Universität Graz, wo er 1841 zum Dr. jur. promoviert wurde.
Von <1841> bis 1843 war er Supplent an der Lehrkanzel des Allgemeinen Bürgerlichen Rechts in Graz und von 1843 bis 1846 Konzeptspraktikant in Graz. Von 1846 bis 1848 arbeitete er als Bezirkskommissär, Orts- und Kriminalrichter in Weitenstein b. Cilli und von 1848 bis 1850 al Advokat in Cilli. Zwischen 1850 und 1869 war er Staatsanwalt (Landesgerichtsrat), zunächst in Cilli und seit 1868 in Graz. Von 1869 bis 1875 war er Oberstaatsanwalt in Graz. 1875 trat er in Ruhestand, den er in Weitenstein und in Italien verbrachte.
Vom 20. Mai 1848 bis zum 23. April 1849 vertrat er den Wahlkreis 13. Steiermark (Cilli) in der Frankfurter Nationalversammlung. Im Parlament blieb er fraktionslos und stimmte mit der Linken. Er gehörte zu den Abgeordneten, die gegen die Wahl Friedrich Wilhelms IV. zum Kaiser der Deutschen stimmten. Von 1861 bis 1867 gehörte er dem Steiermärkischer Landtag in seiner ersten Wahlperiode an.